# Mi país inventado
Mi país inventado es una novela autobiográfica de la escritora chilena Isabel Allende publicada por el grupo editorial Penguin Random House en 2003.
En 2018 Isabel Allende recibe la medalla de la Fundación Nacional del Libro de EE. UU. por su novela.

## Resumen
Allende describe a Mi país inventado como un libro de memorias en el cual la verdad se entremezcla con la ficción. En esta novela la autora relata su infancia y juventud, transcurridas en Chile durante el gobierno de su tío Salvador Allende, y el posterior exilio cuando este es derrocado por Pinochet. La historia de Chile se entremezcla con su historia personal en una exploración de las relaciones familiares, las costumbres de la sociedad chilena y su propia identidad, que aparecen como una memoria lejana y teñida de una nostalgia que la convierte en fantasía. Entre las temáticas que atraviesan la narración se encuentran la omnipresencia del pasado, el dolor por la patria ausente y un incipiente feminismo.